# 佐竹利子
佐竹 利子 (さたけ としこ、1933年2月26日 -2021年10月5日 )は、日本の実業家。株式会社サタケ取締役名誉会長。学位は農学博士（京都大学、2005年）。広島大学名誉博士。東広島市名誉市民。一般社団法人広島県発明協会名誉理事。イクボス同盟ひろしまメンバー。公益財団法人サタケ技術振興財団理事長。中国糧油学会名誉副理事長。

## 経歴
広島県東広島市出身。広島県立賀茂高等女学校・学習院女子高等科を卒業。1957年、南カリフォルニア大学商業デザイン科を卒業。1月、佐竹製作所（現サタケ）に入社、取締役に就任。1997年7月、代表に就任。2001年4月、財団法人広島大学後援会理事長に就任。4月24日、広島大学名誉博士。6月、発明協会理事。2002年4月、「美味技術研究会」を設立。6月、ルイジアナ州立大学特別評議員。11月、中国文化賞を受賞(中国新聞社)。2009年、GABAを増加させ精米する技術を開発。2012年2月6日、「無洗GABAライス」を開発発売。2015年7月26日、農業生産法人「株式会社賀茂プロジェクト」を設立。10月19日、「無洗米GABA(ギャバ)ライス」機能性表示食品届出が公表（受理）。2018年11月9日、「広島大学サタケメモリアルホール」基金設立。2020年3月1日、光選別機「SAXES Knight（サクセス ナイト）」を開発発売
。
2021年10月5日午後9時45分、老衰のため死去。没年88歳。

## 受賞歴
- 2003年 『日本食品工学会技術賞』[26]
- 2006年 『厚生労働大臣優良賞』[27]
- 2010年 『藍綬褒章』[28][29]
- 2013年『経済産業大臣表彰』知財功労賞[30]
- 2018年 『広島大学特別栄誉学賓』[31]
- 2019年 『特許庁長官賞』(令和元年度中国地方発明表彰実施功績賞)光学式粒状物選別機の検量線自動設定システム（特許第6152845号）[32]

## 著書
- 『高機能性米の調製加工技術の開発 （美味技術研究会選書）[33]』ISBN 978-4990152628 美味技術学会[34]（2005年2月）

## 論文
- 佐竹利子「γ-アミノ酪酸生成による高機能性米の調製加工に関する研究」京都大学 博士論文, 乙第11591号、2005年1月、NAID 500000294961。
- 佐竹利子, 福森武, 劉厚清, 目崎孝昌, 河野元信, 佐々木泰弘, 石渡健一「高機能性米の調製加工技術の開発(第3報) : 微量加水による玄米のGABA生成について」『農業機械學會誌』第66巻第5号、農業食料工学会、2004年9月、117-124頁、doi:10.11357/jsam1937.66.5_117、ISSN 02852543、NAID 10013513712。
- 佐竹利子, 福森武, 金本繁晴, 松島秀昭, 河野元信, 磯谷恵一, 山下律也「α化米の高品質化に関する研究 (第1報):パーボイルドライス加工の新技術」『農業機械学会誌』第64巻、農業食料工学会、2002年、463-464頁、doi:10.11357/jsam1937.64.Supplement_463、ISSN 0285-2543、NAID 130004368938。
- 佐竹利子, 福森武, 劉厚清, 河野元信, 佐々木泰弘「高機能性米の調製加工技術の開発(第1報) : 玄米の浸漬条件がGABA成分の生成等に及ぼす影響」『農業機械學會誌』第66巻第1号、農業食料工学会、2004年1月、115-121頁、doi:10.11357/jsam1937.66.115、ISSN 02852543、NAID 10011873157。
- 佐竹利子, 福森武, 目崎孝昌, 池田善郎「白米の吸水作用におけるミクロ的観察」『農業機械学会誌』第64巻、農業食料工学会、2002年、119-120頁、doi:10.11357/jsam1937.64.Supplement_119、ISSN 0285-2543、NAID 130004368748。